# Omroep Ede
Omroep Ede is een Nederlandse lokale publieke media-instelling. De omroep, gevestigd in het pand van Cultura in Ede, verzorgt programma's voor de gemeente Ede via radiozender EDE FM en in samenwerking met enkele buuromroepen via het samenwerkingsverband Omroep 1 via tv-zender en bijbehorende nieuwswebsite XON.